# Dendronephthya miriabilis
Dendronephthya miriabilis är en korallart som beskrevs av Henderson 1909. Dendronephthya miriabilis ingår i släktet Dendronephthya och familjen Nephtheidae. Inga underarter finns listade i Catalogue of Life.